# Bergholz (Ohio)
Bergholz ist ein Village im Jefferson County, Ohio, Vereinigte Staaten. Das Dorf liegt an der Ohio State Route 524.

## Geschichte
Während des Sezessionskriegs war Bergholz 1863 von „Morgan's Raid“, einem der nördlichsten Kriegszüge der Konföderierten, unter Brigadegeneral John Hunt Morgan, betroffen. Morgan zog mit tausenden Soldaten durch Moorefield, Harrisville, New Athens, Smithfield, New Alexandria, Wintersville, Two Ridge, Richmond, Springfield, Bergholz und Monroeville, bevor er bei der Schlacht von Salineville besiegt und gefangen genommen wurde.

## Religion
In Bergholz befindet sich eine Kirche der Baptisten.

## Bildung
An Schulen bestehen in dem Dorf die John E Gregg Elementary School und die Springfield Middle School.

## Persönlichkeiten
- Clyde Lee Conrad (1947–1998), Spion
- Ray Grimes – MLB-Spieler
- Roy Grimes – MLB-Spieler, Zwillingsbruder von Ray